# Anatotytan
Anatotytan (Anatotitan) – dinozaur z rodziny hadrozaurów, spokrewniony z edmontozaurem.

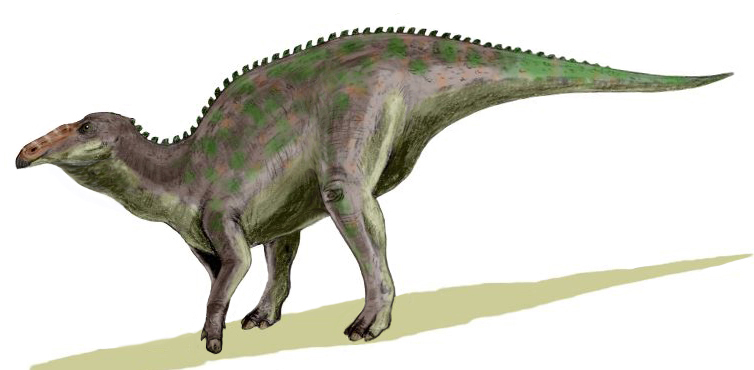

Obejmujący 2 znane nam gatunki:
- A. copei,
- A. longiceps.

## Dane podstawowe
Cechy gatunku:
pokrycie ciała: łuskowata skóra;
głowa: szeroki bezzębny dziób;
uzębienie: z tyłu pyska znajdowały się setki zębów tworzące baterie zębowe;
kończyny przednie: krótkie, zakończone palcami spiętymi skórą;
kończyny tylne: na każdej nodze po trzy tępe kopyta;
ogon: długi, spiczasty.
Wymiary średnie:
długość ciała ok. 12 m;
wysokość ok. 4 m;
masa ok. 4 tony.
Pożywienie: rośliny takie jak gałązki drzew iglastych, nasiona i rośliny wodne.
Okres występowania: górna kreda, ok. 66,8-65,5 mln lat p.n.e.. Ameryka Północna
Biotop: brak danych.
Rozród: jajorodne.
Gniazdo: brak danych.
Tryb życia, zachowania społeczne: życie stadne, wędrówki okresowe.
Znaczenie nazwy: "kaczy tytan", kaczor olbrzymi.